# Roztocze Zachodnie
Roztocze Zachodnie (343.21) – mezoregion fizycznogeograficzny w południowo-wschodniej Polsce, jeden z trzech mezoregionów Roztocza. Roztocze Zachodnie wcina się niczym klin w Wyżynę Lubelską, granicząc od północnego zachodu ze Wzniesieniami Urzędowskimi, od północy z Padołem Zamojskim, od wschodu z Roztoczem Środkowym, a od południa z Równiną Biłgorajską.
Region bywa dzielony na Roztocze Gorajskie, położone na zachód od doliny Gorajca i znacznie mniejsze Roztocze Szczebrzeszyńskie leżące pomiędzy dolinami Gorajca i Wieprza.
Roztocze Zachodnie zbudowane jest ze skał górnokredowych, szczególnie z opoki. Wzniesienia są pokryte lessem i porozcinane wąwozami. Bezwzględne wysokości ich szczytów sięgają od 300 do 344 m n.p.m.
Region leży całkowicie w granicach woj. lubelskiego, na terenie pięciu powiatów: kraśnickiego, janowskiego, lubelskiego, biłgorajskiego i zamojskiego. Ciągnie się od okolic Kraśnika po Szczebrzeszyn. W obrębie Roztocza Zachodniego leży również miasto Frampol, ponadto miejscowości Godziszów, Chrzanów, Tereszpol, Zakrzówek, Goraj, Batorz, Radecznica i Szastarka.